# Pálfi Judit
Pálfi Judit (Budapest, 1968. április 19. –) négyszeres paralimpiai ezüstérmes, világ- és hétszeres magyar Európa-bajnok tőr- és párbajtőrvívó. Az első nő, aki Magyarországnak érmet szerzett vívásban paralimpián.

## Sportpályafutása
Szülei unszolására általános iskolás korától egészen gimnázium végéig kosárlabdázott az NB II-ben. 1991-ben szenvedett súlyos autóbalesetet, amelynek következtében deréktól lefelé lebénult. Nagyjából másfél év alatt dolgozta fel, hogy élete megváltozott, majd Szekeres Pál biztatására, akivel ugyanabba a középiskolába jártak és aki szintén autóbaleset következtében sérült meg és lett ép vívóból paravívó, megismerkedett a sportággal.
Pályafutása során „B” kategóriában versenyzett, ez jelöli az önállóan felállni nem tudó vívókat. Fegyvernemei a tőrvívás és a párbajtőr voltak.

### 1993-1996
1993-ban indult először versenyen, decemberben meg is nyerte az első alkalommal megrendezett országos bajnokságot. 1995-ben szintén első alkalommal volt a magyar válogatottnak lehetősége EB-n részt venni, melyet az angliai Blackpoolban rendeztek. Mind a tőr-, mind a párbajtőrcsapat a hatodik helyen végzett. 1996-ban szabadkártyával jutott ki az atlantai paralimpiára. Az a megtiszteltetés érte, hogy a játékok kezdete előtt néhány héttel ő mondhatta el a paralimpiai eskü szövegét. A paralimpián, bár újoncként csupán tisztes helytállást vártak tőle, hatalmas meglepetésre tőrben ezüstérmet szerzett, a párbajtőr csapat tagjaként pedig az ötödik helyen végzett.

### 1997-2000
Következő fontosabb versenye az 1997-es párizsi Európa-bajnokság volt, ahol pontszerző helyen végzett. Ugyanez év novemberében indult az első budapesti nemzetközi nyílt – azaz sérültségi kategóriák nélküli – vívótalálkozón is. Decemberben pedig magyar bajnoki címet nyert. 1998 nyarán a világbajnokságon, melynek a németországi Euskirchen adott otthont, tőrben egyéniben második helyen végzett. 1999 áprilisában egy paralimpiai kvalifikációs versenyen Oviedoban bronzérmet szerzett. Az 1999-es varsói Európa-bajnokságon nem tudta elcsípni a dobogót, tőr egyéniben negyedik, csapatban ötödik helyen végzett. Párbajtőrben szintén nem jutott a legjobb négy közé. Októberben a harmadik alkalommal megrendezett budapesti vívótalálkozón – melyet már világkupának neveznek - mind tőrben, mind párbajtőrben döntőbe jutott, ahol ezüstérmet szerzett. 2000 májusában tőr fegyvernemben újabb országos bajnoki címet szerzett, majd a lonatoi világkupán tőrben negyedik, párbajtőrben ötödik helyezést ért el.
A sydney-i paralimpia eskütételén Vincze Gáborral együtt újra ő mondhatta az eskü szövegét. Júliusban a budapesti világkupán párbajtőrben a dobogó harmadik fokára állhatott fel.
Sydneyben, a paralimpián nem kezdett a legjobban, tőrben nem jutott a legjobb négy közé, a pontszerző ötödik helyen végzett. A folytatásban javuló formát mutatott, a tőrcsapattal negyedikek lettek. Párbajtőr egyéniben eltérő fegyvernemben ugyan, de másolta négy évvel korábbi teljesítményét és újra ezüstérmet szerzett.

### 2001-2004
2001-ben négy világkupa versenyt rendeztek paravívók számára, Budapesten, Lignanóban, Varsóban és Sevillában, de ezek eredményeiről, benne Judit teljesítményéről nem tudósított a korabeli magyar sajtó. A 2001-es madridi Európa-bajnokságon párbajtőr egyéniben bronzérmet, a Krajnyák Zsuzsanna, Dani Gyöngyi, Jurák Andrea összeállítású párbajtőrcsapat tagjaként pedig ezüstöt nyert. Az év zárásaként mind tőrben, mind párbajtőrben újabb országos bajnoki címet szerzett. A 2002-es budapesti világbajnokságon párbajtőr egyéni B-ben nem ért el helyezést, csapatban viszont a dobogó harmadik fokára állhatott fel. Tőr egyéniben ekkor aratta egyik legnagyobb sikerét, világbajnoki címet szerzett. A verseny zárásaként a tőrcsapattal ismét harmadik helyen végzett. A 2003-as párizsi rendezésű EB-n női tőr egyéniben alulmaradt a döntőben, de a tőr és párbajtőr csapat tagjaként már diadalmaskodni tudott, két Európa-bajnoki címet is bezsebelve. Az év végi budapesti világkupán párbajtőrben már biztos paralimpiai résztvevőként hetedik lett. 2004 tavaszán a madridi világkupán párbajtőrben az ötödik helyen végzett.
Az athéni paralimpián nem kezdett túl jól, párbajtőr egyéniben nem jutott a legjobb négy közé, a pontszerző hetedik helyen fejezte be a versenyt. Csapatban viszont a döntőig meneteltek, ahol ezüstérmet szereztek. Tőr egyéniben ismét pontszerző volt, hatodik lett. A tőrcsapattal másolta az előző csapatverseny eredményét, döntőbe jutottak, ott viszont alulmaradtak ellenfelükkel szemben és a második helyen végeztek.

### 2005-2012
2005-ben nem versenyzett, mivel ebben az évben született meg kislánya. A pástra 2006 júliusában, a varsói világkupán tért vissza, ahol párbajtőrben ötödik lett. Októberben a torinoi világbajnokságon a tőrcsapat tagjaként a dobogó harmadik fokára állhatott. A valenciai világkupán 2007 márciusában női tőrben bronzérmet szerzett. A varsói Európa-bajnokságon kétszer diadalmaskodott, mindkétszer csapatban, a tőr- és a párbajtőrcsapat tagjaként, tőr egyéniben pedig bronzérmet szerzett. Párbajtőr egyéniben hatodik lett. A pekingi paralimpiai játékokon abban a megtiszteltetésben részesült, hogy a megnyitóünnepségen ő vihette a magyar csapat zászlaját. Ezen a paralimpián kevéssé jött ki neki a lépés, mint korábban: párbajtőr egyéniben nem jutott a legjobb négy közé, két ellenfelét megverte, háromtól kikapott. Tőrben egy asszóban tudott győzni. Csapatversenyt pedig ekkor nem rendeztek. 2009 júliusában a varsói EB-n a tőr csapat tagjaként újabb Európa-bajnoki címet szerzett, párbajtőrben pedig egy ezüsttel gazdagíthatta éremgyűjteményét. Októberben a világkupa egyik állomásán visszatértek a lengyel fővárosba; a tőrcsapattal bronzérmet szereztek. Decemberben az országos bajnokságon Juhász Veronika ellenében maradt alul a döntőben és ezüstérmes lett. 2010 októberében az egri világkupán párbajtőrben ugyancsak második lett. A novemberi világbajnokságon a tőrcsapattal újfent ezüstérmet szerzett, míg párbajtőrben ötödik helyezést ért el. 2011 tavaszán a lonatoi világkupán egyéniben, a sajtó által meg nem nevezett fegyvernemben bronzérmet szerzett, majd a döntőben a dobogó második fokára állhatott fel. A júliusi sheffieldi Európa-bajnokságon a tőr- és párbajtőrcsapattal ismételten Európa-bajnok lett. Az egri világkupán tőr egyéniben bronzérmet szerzett, majd a tőrcsapattal győzelmet aratott 2011 szeptemberében. Az októberi világbajnokságon, melynek Catania adott otthont, egyéniben nem ért el jelentős eredményt: párbajtőrben nem jutott a legjobb nyolc közé és 11. helyen végzett, tőrben pedig nyolcadik. Csapattal sokkal eredményesebb volt, a tőrcsapattal ezüstérmes lett, a párbajtőrcsapattal pedig harmadik helyezést ért el. Januárban a malchowi világkupán tőr egyéniben bronzérmes lett.
A londoni paralimpiára sérülten, leszakadt bicepsszel utazott ki, kiemelkedő eredményt már nem tudott elérni, egyéniben már a csoportkörben búcsúzott. Az ötkarikás játékok után megoperálták, ezt követően pedig visszavonult az élsporttól.

## Eredményei
- négyszeres paralimpiai ezüstérmes (1996, 2000, 2004 2x)
- világbajnok (2002)
- háromszoros világbajnoki ezüstérmes (1998, 2010, 2011)
- négyszeres világbajnoki bronzérmes (2002 2x, 2006, 2011)
- hatszoros Európa-bajnok (2003 2x, 2007 2x, 2009, 2011)
- négyszeres Európa-bajnoki ezüstérmes (2001, 2003, 2009, 2011)
- kétszeres Európa-bajnoki bronzérmes (2001, 2007)

## Díjai, elismerései
- Magyar Köztársasági Érdemrend Arany Érdemkeresztje (1996)[35]
- Év Legjobb Invalid Női Sportolója harmadik helyezett (1996)[36]
- Év Legjobb Mozgássérült Női Sportolója második helyezett (1998)[37]
- Év Legjobb Mozgássérült Női Sportolója harmadik helyezett (1999)[38]
- Magyar Köztársasági Érdemrend lovagkeresztje (2000)[39]
- Az Év Fogyatékos Női Sportolója második helyezett (2000)[40]
- Ifjúsági és Sportminiszter Elismerése (2001)[41]
- Az Év Parasport Csapata második helyezett: női párbajtőr csapat (2001)[42]
- Az Év Fogyatékos Női Sportolója harmadik helyezett (2002)[43]
- Az Év Paracsapata harmadik helyezett: a női tőr és párbajtőrcsapat (2002)[44]
- Az Év Női Parasportolója második helyezett (2002)[45]
- Az Év Női Parasportolója harmadik helyezett (2003)[46]
- Az Év Paracsapatának tagja (2003)[46]
- Gödöllő Város Különdíja (2004)[47]
- Köztársasági Elnöki Elismerés (2004)[48]
- Az Év Fogyatékos Csapata: a kerekesszékes vívócsapat (2004)[49]
- Az Év Fogyatékos Csapata: a női kerekesszékes vívóválogatott (2006)[50]
- Az Év Fogyatékos Csapata második helyezett: a kerekesszékes vívóválogatott (2007)[51]
- Magyar Paralimpiai Bizottság elismerése (2011)[52]
- Halassy Olivér-díj (2020)[53]
- Civilút Alapítvány Odaadó Díja Életmű kategóriában (2022)[54]

## Szakmai útja
2015 januárjától a Nemzeti Fejlesztési Minisztérium pénzügyi főosztályán dolgozott, környezeti és energiahatékonysági operatív programok finanszírozását segítette, előbb, mint asszisztens, majd 2016 elejétől mint koordinátor. 2017 decemberéig volt a Minisztérium munkatársa. 2021-ben már a Mozgásjavító Egységes Gyógypedagógiai Módszertani Intézmény, Óvoda, Általános Iskola, Gimnázium, Fejlesztő Nevelés-Oktatást Végző Iskola és Kollégium iskolatitkáraként dolgozott. 
A 2001-ben alakult Együtt Élünk Alapítványban előbb kuratóriumi tag, majd 2002 áprilisától 2003 őszéig az alapítvány elnöke, ezt követően ismét kuratóriumi tag. Az Alapítvány lobbitevékenységének is volt köszönhető, hogy a 2000-es években Gödöllőn vált akadálymentessé, vagy újonnan, az előírásoknak megfelelően akadálymentesen épült fel többek között a városi könyvtár, a városháza épülete és a Tormay Károlyról elnevezett egészségközpont.

## Miss Colours Hungary
2014 elején jelentkezett a nemzetközi porondra is kilépő Miss Colours International kerekesszékes szépségversenyre. Az 50 jelentkező közül 16-ot hívtak meg a versenybe. A döntőbe nyolcan jutottak be. Judit különdíjat kapott, a főszervező Colours Rehab Kft. arca lett.

## Családja
Az 1990-es évek vége és 2011 között élt házasságban, majd elvált. Lánya, Emma Fruzsina 2005-ben született.